# Komisja śledcza do zbadania prawidłowości i legalności działań organów i instytucji publicznych wobec podmiotów wchodzących w skład Grupy Amber Gold

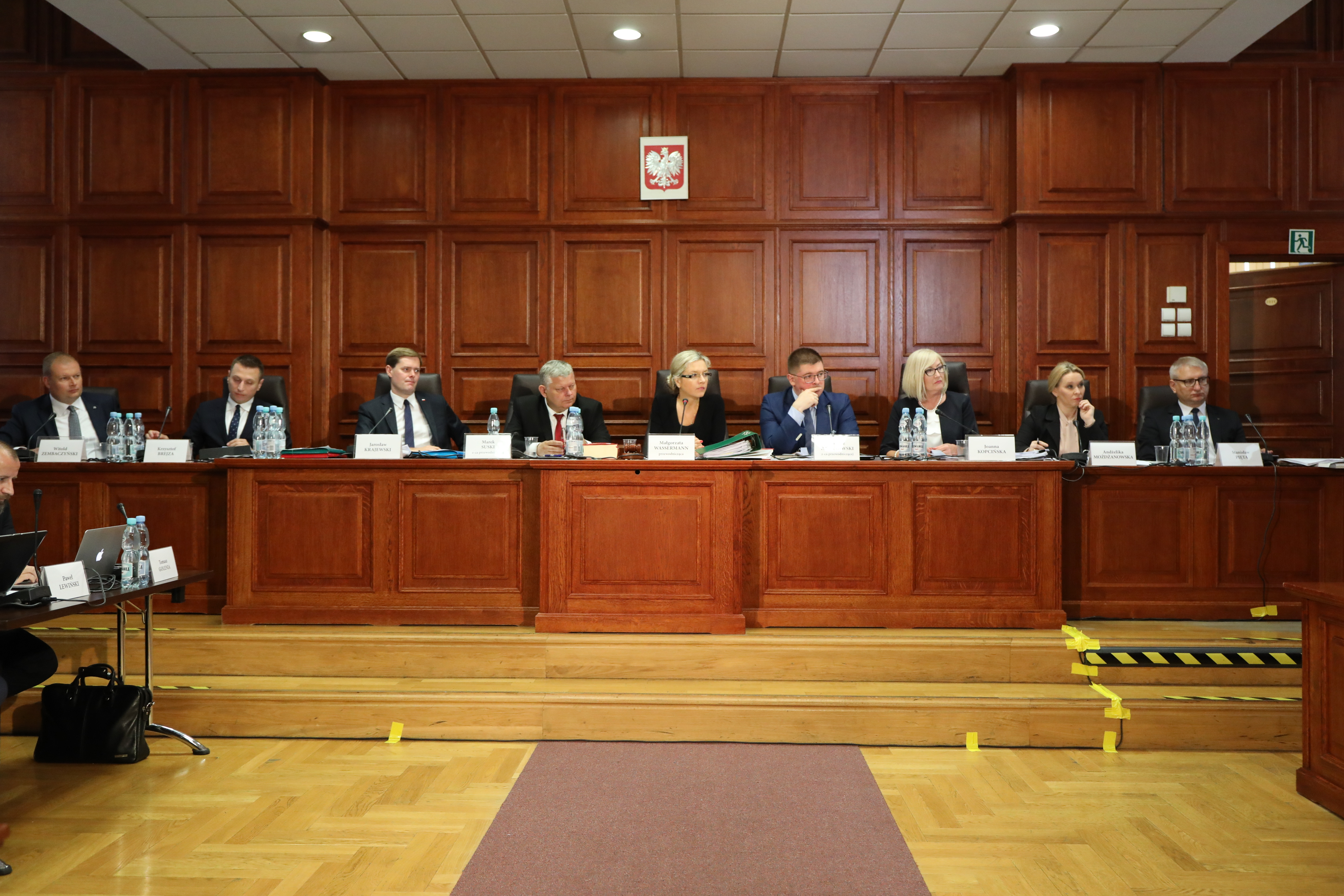
Posiedzenie komisji, 28 czerwca 2017

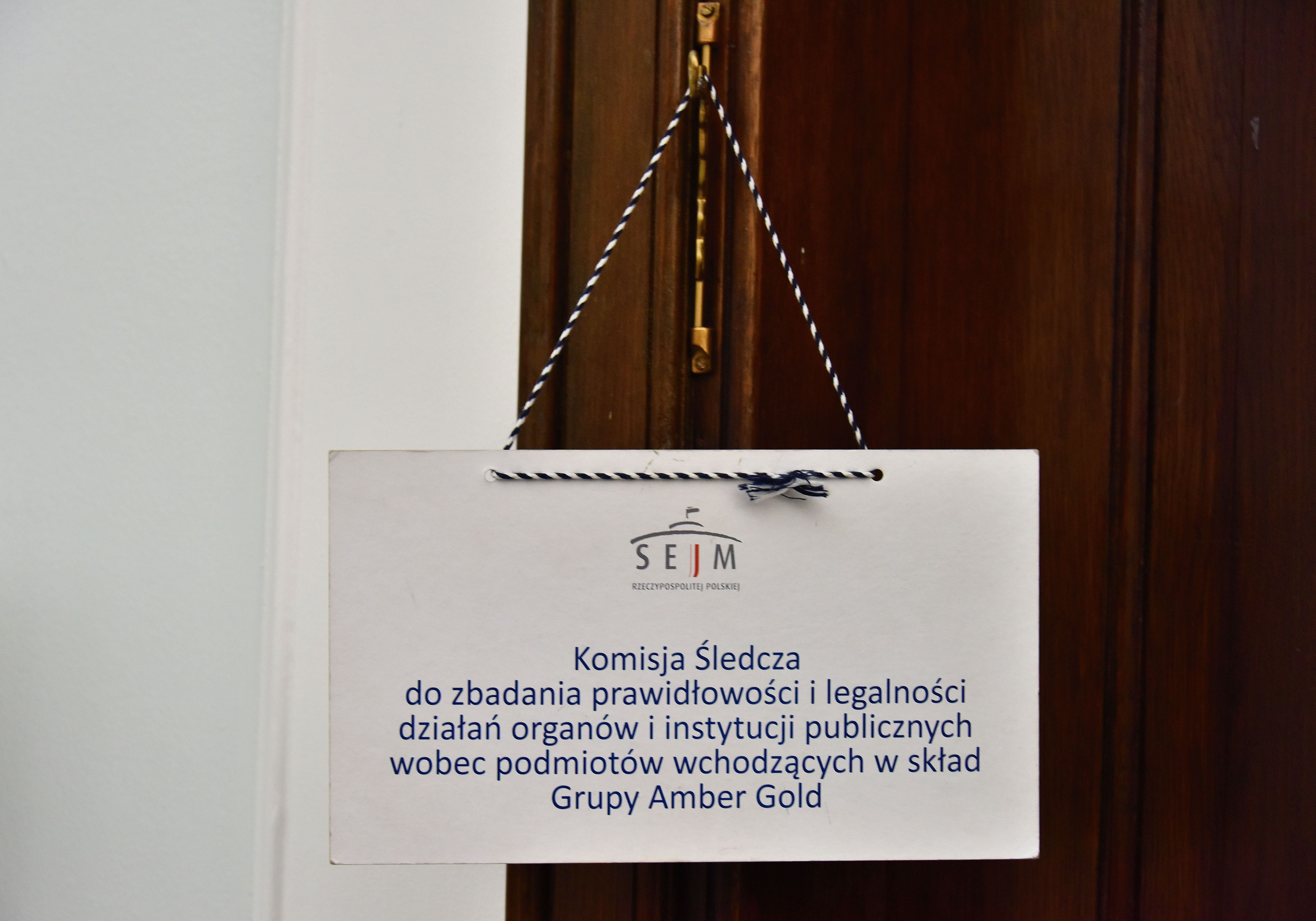
Informacja o trwającym posiedzeniu komisji w Sejmie, 17 lipca 2018

Komisja Śledcza do zbadania prawidłowości i legalności działań organów i instytucji publicznych wobec podmiotów wchodzących w skład Grupy Amber Gold, skrót SKAG (Komisja Śledcza ds. Amber Gold) – komisja śledcza powołana uchwałą Sejmu VIII kadencji z 19 lipca 2016, do zbadania prawidłowości i legalności działań organów i instytucji publicznych wobec podmiotów należących do Marcina i Katarzyny Plichtów (tzw. Grupa Amber Gold). Zakończyła działalność 17 października 2019.

## Akty prawne regulujące działanie komisji
- Konstytucja Rzeczypospolitej Polskiej z dnia 2 kwietnia 1997 r. (Dz.U. z 1997 r. nr 78, poz. 483) – art. 111
- Ustawa z dnia 21 stycznia 1999 r. o sejmowej komisji śledczej (Dz.U. z 2016 r. poz. 1024)
- Uchwała Sejmu Rzeczypospolitej Polskiej z dnia 30 lipca 1992 r. – Regulamin Sejmu Rzeczypospolitej Polskiej (M.P. z 2021 r. poz. 483) – Rozdział 11a
- Uchwała Sejmu Rzeczypospolitej Polskiej z dnia 19 lipca 2016 r. w sprawie powołania Komisji Śledczej do zbadania prawidłowości i legalności działań organów i instytucji publicznych wobec podmiotów wchodzących w skład Grupy Amber Gold (M.P. z 2016 r. poz. 721)
- Uchwała Sejmu Rzeczypospolitej Polskiej z dnia 22 lipca 2016 r. w sprawie wyboru składu osobowego Komisji Śledczej do zbadania prawidłowości i legalności działań organów i instytucji publicznych wobec podmiotów wchodzących w skład Grupy Amber Gold (M.P. z 2016 r. poz. 737)
- Uchwała Sejmu Rzeczypospolitej Polskiej z dnia 21 października 2016 r. w sprawie zmian w składzie osobowym Komisji Śledczej do zbadania prawidłowości i legalności działań organów i instytucji publicznych wobec podmiotów wchodzących w skład Grupy Amber Gold (M.P. z 2016 r. poz. 1005)
- Uchwała Sejmu Rzeczypospolitej Polskiej z dnia 15 września 2017 r. w sprawie zmian w składzie osobowym Komisji Śledczej do zbadania prawidłowości i legalności działań organów i instytucji publicznych wobec podmiotów wchodzących w skład Grupy Amber Gold (M.P. z 2017 r. poz. 883)
- Uchwała Sejmu Rzeczypospolitej Polskiej z dnia 11 października 2017 r. w sprawie zmian w składzie osobowym Komisji Śledczej do zbadania prawidłowości i legalności działań organów i instytucji publicznych wobec podmiotów wchodzących w skład Grupy Amber Gold (M.P. z 2017 r. poz. 954)
- Uchwała Sejmu Rzeczypospolitej Polskiej z dnia 11 stycznia 2018 r. w sprawie wyboru uzupełniającego do składu osobowego Komisji Śledczej do zbadania prawidłowości i legalności działań organów i instytucji publicznych wobec podmiotów wchodzących w skład Grupy Amber Gold (M.P. z 2018 r. poz. 93)
- Uchwała Sejmu Rzeczypospolitej Polskiej z dnia 7 czerwca 2018 r. w sprawie zmian w składzie osobowym Komisji Śledczej do zbadania prawidłowości i legalności działań organów i instytucji publicznych wobec podmiotów wchodzących w skład Grupy Amber Gold (M.P. z 2018 r. poz. 554)

## Członkowie komisji

### Skład komisji w momencie zakończenia działalności
22 lipca 2016 Sejm dokonał pierwotnego wyboru członków komisji, której skład się zmieniał w trakcie kadencji Sejmu.
Pełny skład komisji składał się z 9 członków wybieranych przez Sejm spośród posłów.
| Poz. | Imię i nazwisko       | Zdjęcie | Przynależność do Klubu Parlamentarnego / Klubu Poselskiego                                          | Funkcja                                      | Przynależność do komisji |
| ---- | --------------------- | ------- | --------------------------------------------------------------------------------------------------- | -------------------------------------------- | ------------------------ |
| 1.   | Małgorzata Wassermann |         | PiS                                                                                                 | przewodnicząca                               | od 22 lipca 2016         |
| 2.   | Tomasz Rzymkowski     |         | Kukiz’15 – do 31 lipca 2019 PiS – od 31 lipca 2019                                                  | zastępca przewodniczącej od 3 listopada 2016 | od 21 października 2016  |
| 3.   | Krzysztof Brejza      |         | PO – do 6 grudnia 2018 Koalicja Obywatelska – od 6 grudnia 2018                                     |                                              | od 22 lipca 2016         |
| 4.   | Jarosław Krajewski    |         | PiS                                                                                                 | zastępca przewodniczącej od 24 stycznia 2018 | od 22 lipca 2016         |
| 5.   | Iwona Arent           |         | PiS                                                                                                 |                                              | od 10 stycznia 2018      |
| 6.   | Wojciech Zubowski     |         | PiS                                                                                                 |                                              | od 10 stycznia 2018      |
| 7.   | Krzysztof Paszyk      |         | PSL – do 8 lutego 2018 PSL-UED – od 8 lutego 2018 do 4 lipca 2019 Koalicja Polska – od 4 lipca 2019 |                                              | od 11 października 2017  |
| 8.   | Witold Zembaczyński   |         | .Nowoczesna – do 13 czerwca 2019 Koalicja Obywatelska – od 13 czerwca 2019                          |                                              | od 22 lipca 2016         |
| 9.   | Bartosz Kownacki      |         | PiS                                                                                                 |                                              | od 7 czerwca 2018        |

### Zmiany w składzie komisji
| Imię i nazwisko        | Zdjęcie | Przynależność do Klubu Parlamentarnego / Klubu Poselskiego | Funkcja                   | Przynależność do komisji                 |
| ---------------------- | ------- | ---------------------------------------------------------- | ------------------------- | ---------------------------------------- |
| Paweł Grabowski        |         | Kukiz’15                                                   | zastępca przewodniczącego | od 22 lipca 2016 do 21 października 2016 |
| Andżelika Możdżanowska |         | PSL – do 19 lipca 2017 niezrzeszona – od 19 lipca 2017     |                           | od 22 lipca 2016 do 15 września 2017     |
| Marek Suski            |         | PiS                                                        | zastępca przewodniczącego | od 22 lipca 2016 do 19 grudnia 2017      |
| Joanna Kopcińska       |         | PiS                                                        |                           | od 22 lipca 2016 do 19 grudnia 2017      |
| Stanisław Pięta        |         | PiS                                                        |                           | od 22 lipca 2016 do 7 czerwca 2018       |

## Stali doradcy
- Przemysław Gadomski
- Tomasz Golenia
- Bartłomiej Kachniarz
- Wojciech Kamieński
- Paweł Lewiński
- Tomasz Ludwiński
- Tomasz Majchrzak
- Piotr Pawłowski
- Sławomir Śnieżko
- Łukasz Suchecki

## Posiedzenia
| Nr posiedzenia | Data posiedzenia     | Przesłuchiwane osoby | Komentarz |
| 2016           | 2016                 | 2016 | 2016 |
| -------------- | -------------------- | --- | --- |
| 1              | 22 lipca 2016        | – | Wybór prezydium komisji. |
| 2              | 7 września 2016      | – | Dyskusja nad wystąpieniem do właściwych organów państwowych o udostępnienie akt, dyskusja na temat toku prac komisji, ustalenie liczby stałych doradców, sprawy bieżące. |
| 3              | 14 września 2016     | – | Wybór kandydata na stałego doradcę komisji, powołanie stałych doradców, sprawy bieżące. |
| 4              | 5 października 2016  | – | Rozpatrzenie wniosków dowodowych, powołanie stałego doradcy komisji, dyskusja o prawnej ochronie dokumentów, sprawy bieżące. |
| 5              | 19 października 2016 | – | Zapoznanie się z protokołami KSS dotyczących afery podsłuchowej, dyskusja o harmonogramie przesłuchiwania świadków, sprawy bieżące. |
| 6              | 20 października 2016 | – | Rozpatrzenie wniosków dowodowych, dyskusja o prawnej ochronie dokumentów, sprawy bieżące. |
| 7              | 3 listopada 2016     | – | Uzupełnienie składu prezydium, dyskusja o prawnej ochronie dokumentów, rozpatrzenie wniosków dowodowych. |
| 8              | 8 listopada 2016     | Barbara Kijanko – prokurator Prokuratury Rejonowej Gdańsk-Wrzeszcz w Gdańsku | Nie stawiła się, podając za powód długotrwałe zwolnienie lekarskie. |
| 9              | 9 listopada 2016     | Witold Niesiołowski – prokurator Prokuratury Okręgowej w Gdańsku (w latach 2008-2011 szef Prokuratury Rejonowej Gdańsk-Wrzeszcz). Marzanna Majstrowicz – prokurator Prokuratury Rejonowej Gdańsk-Wrzeszcz w Gdańsku (w latach 2011–2012 szefowa Prokuratury Rejonowej Gdańsk-Wrzeszcz). | – |
| 10             | 17 listopada 2016    | Katarzyna Tomaszewska-Szyrajew – funkcjonariuszka Komendy Miejskiej Policji w Gdańsku Piotr Gronek – prokurator Prokuratury Rejonowej Gdańsk-Wrzeszcz w Gdańsku | – |
| 11             | 18 listopada 2016    | Marek Siemczonek – prokurator Prokuratury Krajowej Dariusz Różycki – szef Prokuratury Okręgowej w Gdańsku | – |
| 12             | 29 listopada 2016    | Hanna Borkowska – prokurator Prokuratury Okręgowej w Gdańsku Ireneusz Tomaszewski – były prokurator Prokuratury Apelacyjnej w Gdańsku | – |
| 13             | 30 listopada 2016    | Piotr Wesołowski – prokurator Prokuratury Regionalnej w Gdańsku Ryszard Tłuczkiewicz – zastępca dyrektora Biura Prezydialnego Prokuratury Krajowej | – |
| 14             | 6 grudnia 2016       | Jacek Radoniewicz – prokurator Prokuratury Krajowej Małgorzata Syguła – zastępca Prokuratora Okręgowego w Gdańsku | – |
| 15             | 7 grudnia 2016       | Andrzej Łojkowski – były rzecznik dyscyplinarny Prokuratury Apelacyjnej w Gdańsku Katarzyna Brzezińska – zastępca rzecznika dyscyplinarnego Prokuratury Krajowej | – |
| 16             | 8 grudnia 2016       | Andrzej Seremet – były Prokurator Generalny | – |
| 17             | 13 grudnia 2016      | Marek Lipski – kurator sądowy przy Sądzie Rejonowym Gdańsk-Południe w Gdańsku Janusz Korzeniowski – sędzia Sądu Rejonowego w Kościerzynie Anna Czaja – sędzia Sądu Okręgowego w Gdańsku | – |
| 18             | 14 grudnia 2016      | Ryszard Milewski – sędzia Sądu Okręgowego w Białymstoku Roman Gierszewski – biegły sądowy przy Sądzie Okręgowym w Gdańsku | – |
| 19             | 15 grudnia 2016      | Jarosław Gowin – były minister sprawiedliwości | – |
| 2017           |                      | | |
| 20             | 10 stycznia 2017     | Bogusław Michalski – były Dyrektor Departamentu Postępowania Przygotowawczego w Prokuraturze Generalnej Alina Miłosz-Kloczkowska – była wiceprezes Sądu Okręgowego w Gdańsku | – |
| 21             | 11 stycznia 2017     | Anna Skupna – Prezes Sądu Apelacyjnego w Gdańsku | – |
| 22             | 11 stycznia 2017     | – | Posiedzenie zamknięte, dyskusja dotycząca wniosków wynikających z przesłuchań przedstawicieli organów ścigania i wymiaru sprawiedliwości. Wydano dwa zawiadomienia o możliwości popełnienia przestępstwa – przez Barbarę Kijanko i Hannę Borkowską. |
| 23             | 24 stycznia 2017     | Łukasz Dajnowicz – były dyrektor Departamentu Komunikacji Społecznej Urzędu Komisji Nadzoru Finansowego Marcin Pachucki – zastępca dyrektora Departamentu Prawnego Urzędu KNF | – |
| 24             | 25 stycznia 2017     | Witold Koziński – były członek KNF Stanisław Kluza – były przewodniczący KNF | – |
| 25             | 2 lutego 2017        | Marcin Olszak – zastępca dyrektora Departamentu Prawnego Urzędu KNF Paweł Sawicki – dyrektor Departamentu Inspekcji Ubezpieczeniowych i Emerytalnych Urzędu KNF Ilona Pieczyńska-Czerny – była dyrektor Departamentu Postępowań Urzędu KNF | – |
| 26             | 8 lutego 2017        | Lesław Gajek – zastępca przewodniczącego Komisji Nadzoru Finansowego Wojciech Kwaśniak – zastępca przewodniczącego KNF | – |
| 27             | 21 lutego 2017       | Andrzej Jakubiak – były przewodniczący KNF Marek Belka – były prezes Narodowego Banku Polskiego | – |
| 28             | 21 lutego 2017       | Barbara Kijanko – prokurator Prokuratury Rejonowej Gdańsk-Wrzeszcz w Gdańsku | Barbara Kijanko ponownie nie stawiła się na przesłuchanie. Komisja zdecydowała o nałożeniu kary finansowej na świadka w związku z niestawiennictwem na przesłuchaniu. |
| 29             | 7 marca 2017         | Jarosław Mąka – były dyrektor Departamentu Administrowania Obrotem w Ministerstwie Gospodarki Waldemar Pawlak – były wicepremier i minister gospodarki | – |
| 30             | 8 marca 2017         | Monika Stec-Nowak – była dyrektor Departamentu Polityki Konsumenckiej UOKiK | – |
| 31             | 21 marca 2017        | Jarosław Król – były wiceprezes UOKiK Dorota Podsiedzik-Malec – była dyrektor Departamentu Prawnego UOKiK | – |
| 32             | 22 marca 2017        | Małgorzata Krasnodębska-Tomkiel – była prezes UOKiK | – |
| 33             | 22 marca 2017        | – | Dyskusja na temat zgromadzonych w Kancelarii Tajnej materiałów niejawnych oraz zgłaszanie propozycji wniosków dowodowych. |
| 34             | 4 kwietnia 2017      | Anna Kolmas – była zastępca dyrektor Departamentu Rynku Transportu Lotniczego Urzędu Lotnictwa Cywilnego Sylwia Ciszewska – była dyrektor Departamentu Rynku Transportu Lotniczego ULC | – |
| 35             | 5 kwietnia 2017      | Zbigniew Mączka – były wiceprezes ds. Transportu Lotniczego ULC Grzegorz Gaweł – były naczelnik Wydziału Lotniczej Działalności Gospodarczej w Departamencie Rynku Transportu Lotniczego ULC | – |
| 36             | 7 kwietnia 2017      | – | Dyskusja na temat zwolnienia z tajemnicy prawnie chronionej dokumentów, które znajdują się w dyspozycji Komisji. Sprawy bieżące. |
| 37             | 19 kwietnia 2017     | Krzysztof Kapis – były dyrektor Departamentu Lotnictwa w Ministerstwie Transportu, Budownictwa i Gospodarki Morskiej Marek Kachaniak – były dyrektor Departamentu Lotnictwa w Ministerstwie Transportu, Budownictwa i Gospodarki Morskiej | – |
| 38             | 9 maja 2017          | Katarzyna Mętrak-Wacięga – była naczelnik Wydziału Strategii i Analiz Finansowo-Ekonomicznych w Departamencie Rynku Transportu Lotniczego Urzędu Lotnictwa Cywilnego Albert Ortyl – były dyrektor Departamentu Operacyjno-Lotniczego Urzędu Lotnictwa Cywilnego | – |
| 39             | 10 maja 2017         | Grzegorz Kruszyński – były prezes Urzędu Lotnictwa Cywilnego Tomasz Kądziołek – były p.o. prezesa Urzędu Lotnictwa Cywilnego | – |
| 40             | 23 maja 2017         | Sławomir Nowak – były minister transportu, budownictwa i gospodarki morskiej Wojciech Łuniewski – prokurator Prokuratury Okręgowej w Warszawie | – |
| 41             | 24 maja 2017         | Krzysztof Wicherek – były właściciel Jet Air Sp. z o.o. Jarosław Frankowski – dyrektor zarządzający projektu OLT Express | – |
| 42             | 24 maja 2017         | – | Posiedzenie zamknięte. Ustalenie listy i harmonogramu przesłuchania osób wezwanych w celu złożenia zeznań w toczącym się postępowaniu zmierzającym do zbadania prawidłowości i legalności działań organów i instytucji publicznych wobec podmiotów wchodzących w skład Grupy Amber Gold. Rozpatrzenie wniosków dowodowych.                                                      |
| 43             | 6 czerwca 2017       | Jacek Łyczba – były prezes zarządu OLT Express Poland Sp. z o.o. Rafał Orłowski – były członek zarządu OLT Express Poland Sp. z o.o. | – |
| 44             | 7 czerwca 2017       | Andrzej Dąbrowski – były prezes zarządu OLT Express Poland Sp. z o.o. oraz OLT Express Regional Sp. z o.o. Aneta Mazek – była koordynator zespołu w Departamencie Restrukturyzacji i Pomocy Publicznej Ministerstwa Skarbu Państwa | – |
| 45             | 20 czerwca 2017      | Tomasz Kloskowski – prezes Gdansk Lech Walesa Airport | – |
| 46             | 21 czerwca 2017      | Michał Tusk – były pracownik OLT Express Sp. z o.o. | – |
| 47             | 28 czerwca 2017      | Marcin Plichta – były prezes grupy Amber Gold | Posiedzenie wyjazdowe w Sądzie Okręgowym w Warszawie. |
| 48             | 29 czerwca 2017      | Katarzyna Plichta – była wiceprezes grupy Amber Gold, żona Marcina Plichty | Oskarżona skorzystała z prawa odmowy składania zeznań w całości. |
| 49             | 4 lipca 2017         | Barbara Kijanko – prokurator Prokuratury Rejonowej Gdańsk-Wrzeszcz w Gdańsku | – |
| 50             | 4 lipca 2017         | – | Posiedzenie zamknięte; dyskusja na temat dotychczasowych wniosków wynikających z przesłuchań świadków (w zakresie wątku lotnictwa) – byłych członków Rady Ministrów, przedstawicieli: Komisji Nadzoru Finansowego, Urzędu Ochrony Konkurencji i Konsumentów, Urzędu Lotnictwa Cywilnego oraz przedstawicieli spółek lotniczych.                                                 |
| 51             | 5 lipca 2017         | Zbigniew Młotkowski – były członek zarządu Jet Air Sp. z o.o Michał Swoboda – były członek zarządu Jet Air Sp. z o.o. | – |
| 52             | 18 lipca 2017        | – | Sprawy organizacyjne. |
| 53             | 19 lipca 2017        | – | Rozpatrzenie wniosków dowodowych, sprawy bieżące. |
| 54             | 11 września 2017     | Ireneusz Dylczyk – były dyrektor marketingu linii Jet Air Sp. z o.o. Marius Olech – przedsiębiorca | Rozpatrzenie wniosków dowodowych, sprawy bieżące. |
| 55             | 12 września 2017     | Paweł Adamowicz – prezydent Gdańska | Rozpatrzenie wniosków dowodowych, sprawy bieżące. |
| 56             | 13 września 2017     | Emil Marat – były doradca zarządu grupy Amber Gold Paweł Kunachowicz – były członek Rady Nadzorczej Amber Gold | Z powodu rozbieżności w stenogramach przesłuchanie Pawła Kunachowicza zostało odroczone. |
| 57             | 25 września 2017     | Andrzej Korytkowski – były prezes Finroyal Danuta Jacuk-Plichta – teściowa byłego prezesa grupy Amber Gold – Marcina Plichty | – |
| 58             | 26 września 2017     | Krzysztof Kuśmierczyk – były dyrektor biura bezpieczeństwa grupy Amber Gold Piotr Pisarek – były dyrektor departamentu technicznego grupy Amber Gold | – |
| 59             | 27 września 2017     | Michał Forc – były prezes Excelo Sp. z o.o. Mirosław Ciesielski – były dyrektor biura szkoleń Amber Gold Sp. z o.o. | – |
| 60             | 28 września 2017     | – | Posiedzenie zamknięte, ustalenie harmonogramu przesłuchiwania świadków, rozpatrzenie wniosków dowodowych, sprawy bieżące. |
| 61             | 10 października 2017 | Łukasz Daszuta – były członek rady nadzorczej Amber Gold Wojciech Pastor – były pracownik Amber Gold | Sprawy bieżące. |
| 62             | 11 października 2017 | Danuta Misiewicz – była główna księgowa i dyrektor departamentu finansowego Amber Gold Jacek Krzysztofowicz – były dominikanin | – |
| 63             | 24 października 2017 | Marcin Plichta – były prezes grupy Amber Gold | Posiedzenie wyjazdowe w Sądzie Okręgowym w Warszawie. |
| 64             | 25 października 2017 | Sylwester Latkowski – były redaktor naczelny tygodnika Wprost Michał Majewski – były dziennikarz tygodnika Wprost | – |
| 65             | 7 listopada 2017     | Anna Fołta-Nowacka – była funkcjonariusz Komendy Wojewódzkiej Policji w Gdańsku Maciej Zajda – były funkcjonariusz Komendy Wojewódzkiej Policji w Gdańsku | – |
| 66             | 8 listopada 2017     | Paweł Kunachowicz – były członek rady nadzorczej Amber Gold Sp. z o.o | – |
| 67             | 21 listopada 2017    | Funkcjonariusz Policji (świadek nr 1), którego dane identyfikujące stanowią informację niejawną | Posiedzenie zamknięte. |
| 68             | 21 listopada 2017    | Zbigniew Pakuła – były Komendant Miejski Policji w Gdańsku | – |
| 69             | 22 listopada 2017    | Funkcjonariusz Centralnego Biura Śledczego Policji (świadek nr 2), którego dane identyfikujące stanowią informację niejawną Funkcjonariusz Centralnego Biura Śledczego Policji (świadek nr 3), którego dane identyfikujące stanowią informację niejawną | Posiedzenie zamknięte. |
| 70             | 5 grudnia 2017       | Przemysław Zych – były Naczelnik Zarządu Centralnego Biura Śledczego Policji w Gdańsku Adam Cieślak – zastępca Komendanta Centralnego Biura Śledczego Policji Renata Ziemlewicz – naczelnik Wydziału w Gdańsku Biura Spraw Wewnętrznych Komendy Głównej Policji | Posiedzenie zamknięte. |
| 71             | 6 grudnia 2017       | Michał Deskur – były podsekretarz stanu w Ministerstwie Spraw Wewnętrznych Tomasz Borkowski – były sekretarz Kolegium ds. Służb Specjalnych | – |
| 2018           |                      | | |
| 72             | 24 stycznia 2018     | Paweł Wojtunik – były szef Centralnego Biura Antykorupcyjnego Jerzy Stankiewicz – były dyrektor Delegatury Centralnego Biura Antykorupcyjnego w Gdańsku | Zmiana w składzie Prezydium Komisji. |
| 73             | 25 stycznia 2018     | Funkcjonariusz Agencji Bezpieczeństwa Wewnętrznego (świadek nr 4), którego dane identyfikujące stanowią informację niejawną | – |
| 74             | 25 stycznia 2018     | Funkcjonariusz Agencji Bezpieczeństwa Wewnętrznego (świadek nr 4), którego dane identyfikujące stanowią informację niejawną | Posiedzenie zamknięte. |
| 75             | 6 lutego 2018        | Jacek Cichocki – były minister spraw wewnętrznych | – |
| 76             | 7 lutego 2018        | Funkcjonariusz Agencji Bezpieczeństwa Wewnętrznego (świadek nr 5), którego dane identyfikujące stanowią informację niejawną | – |
| 77             | 7 lutego 2018        | Jacek Cichocki – były minister spraw wewnętrznych Funkcjonariusz Agencji Bezpieczeństwa Wewnętrznego (świadek nr 5), którego dane identyfikujące stanowią informację niejawną | Posiedzenie zamknięte w zakresie: Sprawy bieżące, przesłuchanie świadka nr 5. |
| 78             | 26 lutego 2018       | Były funkcjonariusz Agencji Bezpieczeństwa Wewnętrznego (świadek nr 6), którego dane identyfikujące stanowią informację niejawną Funkcjonariusz Agencji Bezpieczeństwa Wewnętrznego (świadek nr 7), którego dane identyfikujące stanowią informację niejawną | Sprawy bieżące. |
| 79             | 26 lutego 2018       | Były funkcjonariusz Agencji Bezpieczeństwa Wewnętrznego (świadek nr 6), którego dane identyfikujące stanowią informację niejawną | Posiedzenie zamknięte. |
| 80             | 27 lutego 2018       | Funkcjonariusz Agencji Bezpieczeństwa Wewnętrznego (świadek nr 8), którego dane identyfikujące stanowią informację niejawną Funkcjonariusz Agencji Bezpieczeństwa Wewnętrznego (świadek nr 9), którego dane identyfikujące stanowią informację niejawną | Sprawy bieżące. |
| 81             | 27 lutego 2018       | Były funkcjonariusz Agencji Bezpieczeństwa Wewnętrznego (świadek nr 8), którego dane identyfikujące stanowią informację niejawną | Posiedzenie zamknięte. Sprawy bieżące. |
| 82             | 13 marca 2018        | Jarosław Dąbrowski – były zastępca dyrektora Delegatury Agencji Bezpieczeństwa Wewnętrznego w Gdańsku Adam Gruszka – były dyrektor Delegatury Agencji Bezpieczeństwa Wewnętrznego w Gdańsku | – |
| 83             | 14 marca 2018        | – | Posiedzenie zamknięte. Dyskusja na temat podjęcia decyzji w sprawie zniesienia klauzuli tajności z protokołu przesłuchania składającego zeznania 21 listopada 2017 świadka nr 1, którego dane identyfikujące stanowią informację niejawną. Sprawy bieżące. |
| 84             | 14 marca 2018        | Anna Gurska – prokurator Prokuratury Regionalnej w Gdańsku Ryszard Paszkiewicz – były Zastępca Prokuratora Okręgowego w Gdańsku | – |
| 85             | 19 marca 2018        | Dariusz Różycki – były prokurator Okręgowy w Gdańsku Ireneusz Tomaszewski – były prokurator Apelacyjny w Gdańsku | Ponowne przesłuchanie świadków. |
| 86             | 20 marca 2018        | Ewa Daliga – prokurator Prokuratury Okręgowej w Łodzi Izabela Janeczek – Zastępca Prokuratora Okręgowego w Łodzi | – |
| 87             | 21 marca 2018        | Były funkcjonariusz Agencji Bezpieczeństwa Wewnętrznego (świadek nr 10), którego dane identyfikujące stanowią informację niejawną | Próba przesłuchania byłego funkcjonariusza Agencji Bezpieczeństwa Wewnętrznego (świadek nr 10), którego dane identyfikujące stanowią informację niejawną. |
| 88             | 22 marca 2018        | Konfrontacja świadków: Jarosław Dąbrowski – były zastępca dyrektora Delegatury Agencji Bezpieczeństwa Wewnętrznego w Gdańsku oraz Funkcjonariusz Agencji Bezpieczeństwa Wewnętrznego (świadek nr 6), którego dane identyfikujące stanowią informację niejawną Konfrontacja świadków: Jarosław Dąbrowski – były zastępca dyrektora Delegatury Agencji Bezpieczeństwa Wewnętrznego w Gdańsku oraz Funkcjonariusz Agencji Bezpieczeństwa Wewnętrznego (świadek nr 9), którego dane identyfikujące stanowią informację niejawną | – |
| 89             | 9 kwietnia 2018      | Były funkcjonariusz Agencji Bezpieczeństwa Wewnętrznego (świadek nr 10), którego dane identyfikujące stanowią informację niejawną | – |
| 90             | 9 kwietnia 2018      | Były funkcjonariusz Agencji Bezpieczeństwa Wewnętrznego (świadek nr 10), którego dane identyfikujące stanowią informację niejawną | Posiedzenie zamknięte. |
| 91             | 11 kwietnia 2018     | Funkcjonariusz Agencji Bezpieczeństwa Wewnętrznego (świadek nr 11), którego dane identyfikujące stanowią informację niejawną Funkcjonariusz Agencji Bezpieczeństwa Wewnętrznego (świadek nr 12), którego dane identyfikujące stanowią informację niejawną | – |
| 92             | 11 kwietnia 2018     | Funkcjonariusz Agencji Bezpieczeństwa Wewnętrznego (świadek nr 11), którego dane identyfikujące stanowią informację niejawną Funkcjonariusz Agencji Bezpieczeństwa Wewnętrznego (świadek nr 12), którego dane identyfikujące stanowią informację niejawną | Posiedzenie zamknięte. |
| 93             | 16 kwietnia 2018     | Były funkcjonariusz Agencji Bezpieczeństwa Wewnętrznego (świadek nr 13), którego dane identyfikujące stanowią informację niejawną Funkcjonariusz Agencji Bezpieczeństwa Wewnętrznego (świadek nr 14), którego dane identyfikujące stanowią informację niejawną | – |
| 94             | 16 kwietnia 2018     | Funkcjonariusz Agencji Bezpieczeństwa Wewnętrznego (świadek nr 14), którego dane identyfikujące stanowią informację niejawną | Posiedzenie zamknięte. |
| 95             | 8 maja 2018          | Funkcjonariusz Służby Kontrwywiadu Wojskowego (świadek nr 17), którego dane identyfikujące stanowią informację niejawną Funkcjonariusz Agencji Bezpieczeństwa Wewnętrznego (świadek nr 18), którego dane identyfikujące stanowią informację niejawną | – |
| 96             | 8 maja 2018          | Funkcjonariusz Służby Kontrwywiadu Wojskowego (świadek nr 17), którego dane identyfikujące stanowią informację niejawną Funkcjonariusz Agencji Bezpieczeństwa Wewnętrznego (świadek nr 18), którego dane identyfikujące stanowią informację niejawną | Posiedzenie zamknięte. |
| 97             | 9 maja 2018          | Rafał Kowal – były Dyrektor Centrum Analiz Agencji Bezpieczeństwa Wewnętrznego Funkcjonariusz Agencji Bezpieczeństwa Wewnętrznego (świadek nr 19), którego dane identyfikujące stanowią informację niejawną | – |
| 98             | 9 maja 2018          | Funkcjonariusz Agencji Bezpieczeństwa Wewnętrznego (świadek nr 19), którego dane identyfikujące stanowią informację niejawną | Posiedzenie zamknięte. |
| 99             | 10 maja 2018         | Były funkcjonariusz Agencji Bezpieczeństwa Wewnętrznego (świadek nr 16), którego dane identyfikujące stanowią informację niejawną | – |
| 100            | 10 maja 2018         | – | Ustalenie listy i harmonogramu przesłuchania osób wezwanych w celu złożenia zeznań w toczącym się postępowaniu zmierzającym do zbadania prawidłowości i legalności działań organów i instytucji publicznych wobec podmiotów wchodzących w skład Grupy Amber Gold. Posiedzenie zamknięte.                                                                                        |
| 101            | 15 maja 2018         | Dariusz Łuczak – były Szef Agencji Bezpieczeństwa Wewnętrznego Jan Bilkiewicz – były Dyrektor Departamentu Postępowań Karnych Agencji Bezpieczeństwa Wewnętrznego | – |
| 102            | 16 maja 2018         | Krzysztof Bondaryk – były Szef Agencji Bezpieczeństwa Wewnętrznego | – |
| 103            | 5 czerwca 2018       | Dariusz Palczewski – były funkcjonariusz Biura Ochrony Rządu | Sprawy bieżące. Posiedzenie zamknięte. |
| 104            | 5 czerwca 2018       | Marian Janicki – były Szef Biura Ochrony Rządu | – |
| 105            | 6 czerwca 2018       | Funkcjonariusz Agencji Bezpieczeństwa Wewnętrznego (świadek nr 15), którego dane identyfikujące stanowią informację niejawną | Posiedzenie zamknięte. |
| 106            | 13 czerwca 2018      | Tomasz Rzewuski – były Naczelnik III Urzędu Skarbowego w Gdańsku Maria Liszniańska – była Zastępca Dyrektora Izby Skarbowej w Gdańsku | Dyskusja na temat niestawiennictwa Tomasza Rzewuskiego, byłego Naczelnika III Urzędu Skarbowego w Gdańsku. |
| 107            | 14 czerwca 2018      | – | Dyskusja na temat dotychczasowych wniosków wynikających z przesłuchań świadków w zakresie wątków: Policji, Biura Ochrony Rządu oraz służb specjalnych. Sprawy bieżące. Posiedzenie zamknięte. |
| 108            | 14 czerwca 2018      | Tadeusz Owczarz – były główny specjalista w Departamencie Administracji Podatkowej Ministerstwa Finansów Mirosław Kowalski – były Dyrektor Izby Skarbowej w Gdańsku | – |
| 109            | 3 lipca 2018         | Sławomir Langowski – były kierownik II Działu Kontroli Podatkowej Pomorskiego Urzędu Skarbowego w Gdańsku Krzysztof Ptaszyński – były Naczelnik Pomorskiego Urzędu Skarbowego w Gdańsku | – |
| 110            | 4 lipca 2018         | Artur Korzeniewski – były Zastępca Dyrektora Urzędu Kontroli Skarbowej w Gdańsku Małgorzata Bogumił – była Dyrektor Urzędu Kontroli Skarbowej w Gdańsku | – |
| 111            | 5 lipca 2018         | Tomasz Rzewuski – były Naczelnik III Urzędu Skarbowego w Gdańsku | – |
| 112            | 16 lipca 2018        | – | Posiedzenie zamknięte. Sprawy bieżące. |
| 113            | 16 lipca 2018        | Józef Bernard Dębiński – syndyk masy upadłości Amber Gold sp. z o.o. w upadłości likwidacyjnej Violetta Gorecka – była Naczelnik Pierwszego Urzędu Skarbowego w Gdańsku | – |
| 114            | 17 lipca 2018        | Andrzej Parafianowicz – były Generalny Inspektor Informacji Finansowej | – |
| 115            | 18 lipca 2018        | Jan Antony Vincent-Rostowski – były minister finansów | Rozpatrzenie wniosków dowodowych. |
| 116            | 10 września 2018     | Tomasz Arabski – były Szef Kancelarii Prezesa Rady Ministrów | – |
| 117            | 11 września 2018     | – | Posiedzenie zamknięte. Dyskusja na temat dotychczasowych wniosków wynikających z przesłuchań świadków w zakresie wątków: Ministerstwa Finansów oraz aparatu skarbowego. Sprawy bieżące. |
| 118            | 11 września 2018     | Małgorzata Kin-Kaczmarek – była dyrektor Departamentu Produktów Amber Gold Sp. z o.o. Jacek Góra – były naczelnik wydziału Departamentu Kontroli Skarbowej Ministerstwa Finansów | – |
| 119            | 12 września 2018     | – | Posiedzenie zamknięte. Rozpatrzenie wniosków dowodowych. Sprawy bieżące. |
| 120            | 2 października 2018  | – | Posiedzenie zamknięte. Sprawy bieżące. |
| 121            | 23 października 2018 | – | Posiedzenie zamknięte. Sprawy bieżące. |
| 122            | 5 listopada 2018     | Donald Tusk – były Prezes Rady Ministrów | Sprawy bieżące. |
| 123            | 21 listopada 2018    | – | Posiedzenie zamknięte. Sprawy bieżące. |
| 124            | 12 grudnia 2018      | – | Posiedzenie zamknięte. Sprawy bieżące. |
| 2019           |                      | | |
| 125            | 17 stycznia 2019     | – | Posiedzenie zamknięte. Rozpatrzenie wniosków dowodowych. Sprawy bieżące. |
| 126            | 30 stycznia 2019     | – | Rozpatrzenie wniosków dowodowych. Sprawy bieżące. |
| 127            | 20 lutego 2019       | – | Posiedzenie zamknięte. Sprawy bieżące. |
| 128            | 3 kwietnia 2019      | – | Sprawy bieżące. |
| 129            | 4 kwietnia 2019      | – | Sprawy bieżące. |
| 130            | 15 maja 2019         | – | Przedłożenie przez Przewodniczącą Komisji projektu stanowiska komisji śledczej do zbadania prawidłowości i legalności działań organów i instytucji publicznych wobec podmiotów wchodzących w skład Grupy Amber Gold. Sprawy bieżące. |
| 131            | 13 czerwca 2019      | – | Posiedzenie zamknięte. Sprawy bieżące. |
| 132            | 13 czerwca 2019      | – | Rozpatrzenie poprawek do projektu stanowiska Komisji Śledczej do zbadania prawidłowości i legalności działań organów i instytucji publicznych wobec podmiotów wchodzących w skład Grupy Amber Gold. Przyjęcie stanowiska komisji śledczej do zbadania prawidłowości i legalności działań organów i instytucji publicznych wobec podmiotów wchodzących w skład Grupy Amber Gold. |